# Черемшина (деревня)
Черемшина — деревня в Красносельском районе Костромской области. Входит в состав Чапаевского сельского поселения.

## География
Находится в юго-западной части Костромской области на расстоянии приблизительно 15 км на север по прямой от районного центра поселка Красное-на-Волге на правом берегу речки Танга.

## История
В 1872 году здесь было учтено 12 дворов, в 1907 году отмечено было 15 дворов.

## Население
Постоянное население составляло 76 человек (1872 год), 80 (1897), 78 (1907), 0 как в 2002 году, так и в 2022.